# 1609 au théâtre
| Années du théâtre : 1606 - 1607 - 1608 - 1609 - 1610 - 1611 - 1612    |
| Décennies du théâtre : 1570 - 1580 - 1590 - 1600 - 1610 - 1620 - 1630 |

## Événements
- Le dramaturge espagnol Lope de Vega présente devant l'académie de Madrid et publie un essai théorique en vers, Arte nuevo de hacer comedias en este tiempo (Nouvel art de faire des comédies).
- L'acteur Pierre Le Messier, dit Bellerose, débute en 1609 en tant qu'apprenti dans la troupe de Valleran Le Conte qui vient de revenir à Paris.

## Pièces de théâtre publiées
- Guillaume de Chevalier, Philis, tragédie, Paris, Jean Jannon (En ligne sur Gallica).
- Cristóbal de Virués, Obras trágicas y líricas, Madrid, Alonso Martín et Estéban Bogia, 8-278 p.(Lire sur Biblioteca Digital Hispanica)

l'édition comprend cinq tragédies : La Gran Semiramis, La Cruel Casandra, Atila furioso, Elisa Dido, La Infelice Marcela.

## Pièces de théâtre représentées
- 2 février : The Masque of Queens, masque de Ben Jonson, Londres, palais de Whitehall.
- Epicœne, or The Silent Woman (Epicène ou la Femme silencieuse), comédie de Ben Jonson, Londres.

## Naissances
- 21 août : Jean de Rotrou, dramaturge et poète français, mort le 28 juin 1650.
- Date précise non connue :
  - La Calprenède, romancier et dramaturge français, mort le 22 octobre 1663.
  - Carlo Cantù, acteur italien de la commedia dell'arte, créateur du personnage de Buffetto, mort en 1676.
  - John Suckling, poète et dramaturge anglais, mort en 1642.

## Décès
- 1er janvier : Giulio Cesare Croce, conteur, dramaturge et énigmographe italien, né le 12 mars 1550.
- octobre : Muzio Manfredi, poète et dramaturge italien, né vers 1535.